# William Rodríguez
William Rodríguez es un antiguo conserje de la torre norte del World Trade Center que durante los Atentados del 11 de septiembre de 2001 se encontraba en el sótano de la torre norte cuando el Vuelo 11 de American Airlines impactó contra ella. Después de los atentados, recibió varios premios por su conducta heroica y por colaborar en la evacuación de varios supervivientes. El Birmingham Mail dijo de Rodríguez: Valientemente condujo a los bomberos por las escaleras, abriendo puertas mientras subían y ayudando a cientos de supervivientes. y el Lancashire Telegraph añadió:Luego volvió a entrar en el edificio en un intento por rescatar a sus amigos en la parte superior de la torre, en la planta 106. Pero mantuvo la búsqueda de otros de sus amigos que necesitaban su ayuda también."
Rodríguez llegó a ser un miembro prominente de la comunidad latina para ayudar a establecer un programa de amnistía económica para las víctimas del 11-S que eran trabajadores indocumentados.
Posteriormente, Rodríguez viajó dando conferencias de una teoría y de sus experiencias durante el 11-S, conferencias en las que hablaba sobre cómo afrontar una situación de desastre. Fue considerado por el periódico escocés Herald de Glasgow como:el chico del cartel de un movimiento que actualmente recorre el mundo...el movimiento sobre la verdad del 11-S. Creó un sitio web llamado Llave maestra del 11-S (911keymaster en inglés), que ha aparecido en televisión y que lo muestra a él con una llave maestra del World Trade Center, que según dijo en la BBC, en la televisión holandesa y en C-SPAN, salvó cientos de vidas. También recorrió Inglaterra y Estados Unidos con el seudónimo de el último hombre en salir. Rodríguez también ha utilizado el eslogan el último superviviente del World Trade Center.
Su página web william911.com afirma que Rodríguez ayudó a escapar a quince personas del World Trade Center de manera segura. Varios artículos de periódico afirman que ha recaudado 122 millones de dólares para las víctimas del 11-S.

## Biografía

### Trabajo como asistente de James Randi
Cuando era joven, Rodríguez trabajó bajo el seudónimo de Roudy como asistente del mago James Randi. Un artículo publicado en Internet en diciembre de 2005, afirma que Rodríguez fue hábil al insinuar por mismo y de buena voluntad los objetivos de Randi y obtener información incriminatoria, y que previamente había sido presentado en la televisión de Puerto Rico escapando de una camisa de fuerza y encadenado mientras colgaba de una cuerda ardiendo.

### Conserje del World Trade Center
Rodríguez se mudó de Puerto Rico a Nueva York, y según él mismo:se sintió como un pequeño pez en el gran estanque de magos de Nueva York. Poco después, comenzó a trabajar como conserje del World Trade Center. Las aspiraciones en el mundo del espectáculo de Rodríguez se quedaron por el camino, cuando sus responsabilidades como encargado de la limpieza de la oficina del gobernador Mario Cuomo en el World Trade Center fueron ampliadas para encargarse de la organización de las conferencias de prensa del gobernador Cuomo. Después de que Cuomo dejara el cargo en 1994, a Rodríguez se le reasignó la tarea de limpiar las escaleras de emergencia de la torre norte del World Trade Center, tarea que estuvo realizando hasta el 11 de septiembre de 2001.

### Atentados del 11 de septiembre de 2001
Rodríguez decía que habitualmente se levantaba a las ocho de la mañana y se montaba en un ascensor para llegar hasta la planta 106, donde empleados Hispanos del restaurante Windows on the World le preparaban un desayuno gratis. Sin embargo, en la mañana del 11 de septiembre de 2001, Rodríguez llegaba media hora tarde y se dirigió directamente a su oficina de conserje que se encontraba en el sótano de la torre norte. El 11 de septiembre, Rodríguez le contó a CNN que poco antes de que el avión se estrellara contra la torre, se encontraba en el sótano, cuando:

...Escuchamos un gran estruendo, no un impacto, sino un gran estruendo, todos los muebles se empezaron a mover de manera violenta. Y de repente escuchamos otro ruido, y un tipo vino corriendo a nuestra oficina, con su piel colgando de las manos. Nos volvimos locos, empezamos a gritar, le dijimos que tenía que salir de allí. Nos llevamos a todo el mundo fuera de la oficina que se encontraba fuera del muelle de carga.

En sus primeros testimonios, Rodríguez mencionó que una gran bola de fuego recorrió los huecos de los ascensores y explotó a través de las puertas, causando graves quemaduras a un hombre que pasaba delante de una de las puertas del ascensor de carga. Esto era consistente con testimonios similares de muchos otros testigos que vieron bolas de fuego en que envolvían las puertas de los ascensores y que quemaron a las personas que se encontraban en aquel momento en el ascensor. En septiembre de 2002, Rodríguez dijo en una entrevista concedida a la CNN:

Y ese terrible día, cuando estaba evacuando a la gente de la oficina, uno de ellos estaba totalmente quemado, porque estaba delante del ascensor de carga y la bola de fuego entró por el conducto del propio ascensor, a este herido decidí acompañarlo a la ambulancia.

Rodríguez no dio el nombre de esta víctima en la entrevista, pero luego lo identificó con el nombre de Felipe David (nativo de Honduras, que trabajaba para la compañía de cáterin americana Aramark) en otras entrevistas. A David se le dio el alta después de pasar diez semanas ingresado en el hospital, primero en la unidad de quemados del Centro Médico New York Weill Cornell, y luego en el programa de rehabilitación del Hospital Monte Sinaí. Había sufrido quemaduras de tercer grado que cubrían el cuarenta por ciento de su cuerpo mientras escapaba del sótano de la torre norte.
No obstante, en la misma reunión del NIST, Rodríguez les dijo a los investigadores que era el último superviviente sacado de los escombros con vida. De hecho, sólo 18 supervivientes fueron rescatados con vida de los escombros de la torre norte, después de que Rodríguez abandonara el edificio ileso. El último superviviente fue Genelle Guzman-McMillan, que fue rescatado 26 horas después del derrumbe de la torre norte, a las 12:30 de la tarde del 12 de septiembre de 2001.
El 17 de agosto de 2007, más de dos años después de haber contado su historia, Rodríguez le contó a C-SPAN:

A las 8:46 de la mañana escuchamos una fuerte explosión, una explosión que provocó que todas las paredes se agrietaran y que el falso techo cayera encima de nosotros, activando los sistemas rociadores de incendios.

Afirmó que utilizó una llave maestra con la que abrió todas las salidas de emergencia de la torre norte y que rechazó ofertas de Hollywood de millones de dólares y de editoriales de libros para publicar su historia porque quería mantener su integridad.
Rodríguez afirma también haber visto al secuestrador Mohand al-Shehri saliendo del edificio en junio de 2001, tres meses antes de los atentados.
Rodríguez proporcionó pruebas a la Comisión del 11-S. Como fue el caso de la gran mayoría de los 1200 testigos que dieron pruebas a la comisión, las pruebas que aportó Rodríguez no aparecen en el informe de la comisión del 11-S. De los 1200 testigos, que testimoniaron en la comisión, 160 testimoniaron en público. Rodríguez se queja de que su testimonio no apareciera nunca en el informe de la comisión y que muchos de los supervivientes no fueron llamados a declarar. Sin embargo, la comisión afirma que el informe es sólo un resumen de la investigación que hizo y que cita específicamente sólo una fracción de las fuentes que consultó. Reconoce, que debido al alcance de los acontecimientos, que toca muchos temas y organizaciones, no se pudo entrevistar a todas las personas con conocimientos o encontrar cada pieza relevante de papel, pero que su informe es una base para una mejor comprensión de un hito en la historia de Estados Unidos.